# Fractura de fémur
Una fractura de fémur es la rotura del fémur. Puede ser una fractura por fragilidad, debido a una caída o traumatismo menor, en una persona con osteoporosis que debilita sus huesos. La mayoría de las fracturas femorales en personas con un hueso normal son resultado de traumatismos de alta energía, tales como accidentes de tránsito.
Con mayor frecuencia ocurren como resultado de una caída. Los factores de riesgo incluyen osteoporosis, tomar muchos medicamentos, consumo de alcohol y cáncer metastásico.
El diagnóstico se realiza generalmente mediante radiografías. La resonancia magnética, una tomografía computarizada o una exploración ósea pueden ser necesarias ocasionalmente para hacer el diagnóstico.
El manejo del dolor puede incluir opioides o un bloqueo nervioso. Si la salud de la persona lo permite, la cirugía se recomienda generalmente dentro de dos días. Las opciones para la cirugía pueden incluir un reemplazo total de cadera o estabilizar la fractura con tornillos. Se recomienda el tratamiento para prevenir coágulos sanguíneos después de la cirugía. Alrededor del 15% de las mujeres se rompen la cadera en algún momento de la vida; las mujeres se ven afectadas con mayor frecuencia que los hombres. Las fracturas de cadera se vuelven más comunes con la edad. El riesgo de muerte en el año posterior a una fractura es de aproximadamente el 20% en las personas mayores.

## Clasificación
Existen muchos subtipos de fracturas de fémur, cada una de las cuales tiene un pronóstico y tratamiento diferentes. Se conocen comúnmente como "fracturas de cadera", aunque en realidad este nombre no es correcto, pues lo más frecuente es que no se afecte la articulación. 
- Fractura proximal de fémur
  - Fractura de la cabeza femoral: indica la aparición de una fractura de la cabeza del fémur. Esta suele ser el resultado de traumatismos de alta energía y a menudo se acompaña con una dislocación de la articulación de la cadera.
  - Fractura de cuello femoral: (conocida también como cuello del fémur, fractura subcapital o intracapsulares) denota una fractura al lado de la cabeza femoral a nivel del cuello, entre la cabeza y el trocánter mayor. Estas fracturas tienen una propensión a dañar el suministro de sangre a la cabeza femoral, causando potencialmente necrosis avascular.
  - Fractura intertrocantérica: denota una fractura en la que la línea de rotura ósea está entre el trocánter mayor y el menor, a lo largo de la línea intertrocantérica. Es el tipo más común de fractura de cadera y el pronóstico de curación ósea es generalmente bueno si el paciente es saludable.
- Fractura subtrocantérica: se localiza en el eje largo del fémur inmediatamente debajo del trocánter menor y se puede extender hacia la diáfisis del fémur. Son fracturas de alta energía más comunes en personas jóvenes, los tipos son transversa, espiral, oblicua, segmental, conminuta.
- Fractura distal de fémur: Las fracturas distales de fémur (la parte del hueso del muslo más cercana a la rodilla) representan del 4% al 6% de todas las fracturas femorales (Kolmert 1982), y alrededor del 0,4% de todas las fracturas en adultos (Court-Brown 2006). Las fracturas distales de fémur suelen ocurrir en dos grupos de individuos: jóvenes que presentan un traumatismo de alto impacto, como accidentes automovilísticos; y pacientes de edad avanzada con osteoporosis que presentan una caída, habitualmente mujeres. El 85% de las fracturas femorales distales ocurre en pacientes de edad avanzada (Martinet 2000).[5]

Clasificación de Garden
En resumen, todas las clasificaciones se basan en tres hechos verdaderamente importantes:
a. Nivel del rasgo de fractura.
b. Oblicuidad del rasgo.
c. Mayor o menor grado de impactación de los fragmentos.
El primer aspecto tiene importancia en cuanto al compromiso vascular del cuello y cabeza femoral.
El segundo aspecto lo tiene en cuanto al grado mayor o menor de estabilidad de un segmento sobre el otro.
El tercer aspecto denota relación con la mayor o menor posibilidad de reducción estable y correcta de los fragmentos de fractura.
De la combinación de estos hechos se deduce el criterio terapéutico, sea ortopédico o quirúrgico: enclavijamiento del cuello o sustitución protésica.

## Patogenia
La mayor parte de las fracturas de cadera se producen como resultado de caídas de baja energía en pacientes ancianos. En España, el 30% de los ancianos se caen cada año y el 10% lo hacen de forma repetida. Las caídas son poco frecuentes en los adultos jóvenes debido a un mejor equilibrio y fuerza muscular y cuando se producen, por lo general no causan el patrón de lesión que se ve comúnmente en las personas de edad avanzada. Se pensaba anteriormente que el uso de benzodiazepinas aumenta el riesgo de fracturas de cadera, pero los científicos de la Universidad de Harvard demostraron que no hay tal asociación. Una persona normal no se fractura la cadera tras una caída de pie. La fractura de cadera después de una caída leve suele ser producto de una fractura patológica, es decir, causada por algún trastorno subyacente. Las causas más comunes de debilidad en los huesos son las siguientes: 
- Osteoporosis. Las fracturas de cadera son una de las complicaciones más graves de la osteoporosis; de hecho, una medida del éxito o el fracaso del tratamiento de la osteoporosis es la proporción de pacientes que tienen una fractura de cadera. La deficiencia de vitamina D es un problema común que causa la osteoporosis, y cuando se complementa la dieta con calcio y vitamina D, se ha notado una reducción de las fracturas de cadera en un 43%.
- La homocisteína, un tóxico "natural" de aminoácidos asociado a la causa de enfermedades del corazón, hemorragia cerebral y fracturas de los huesos, se reduce con las vitaminas del complejo B, logrando una reducción en la cantidad de fracturas de cadera hasta en un 80% después de 2 años.
- Otras enfermedades metabólicas óseas, como la enfermedad de Paget, osteomalacia, osteopetrosis y osteogénesis imperfecta. Este tipo de enfermedades metabólicas causan fracturas de estrés en la cadera.
- Tumores benignos o malignos primarios del hueso son causas poco frecuentes de fracturas de cadera.
- Cáncer metastásico en los depósitos en el fémur proximal puede debilitar los huesos y causar una fractura de cadera patológica.
- La infección en el hueso es una causa rara de la fractura de cadera.

Otro elemento en el riesgo de mantener una fractura de cadera es el riesgo de caída. La prevención de caídas es un área de interés con las preocupaciones en materia de proporcionar un entorno seguro para las personas en situación de riesgo, proporcionándoles ayuda para caminar, problemas de medicación, etc. Ciertos protectores acolchados o escudos de plástico que pueden colocarse sobre los trocánteres del fémur de personas en riesgo de la caída o de mantener una fractura por fragilidad. Sin embargo, no son eficaces para reducir el riesgo de una fractura de cadera, y el cumplimiento por parte del paciente es deficiente. 
En un estudio de 135.000 personas de 50 años de edad o mayores, a los que se administraban altas dosis de un medicamento del grupo de los inhibidores de la bomba de protones durante más de un año, han resultado ser 2,6 veces más propensos a fracturarse la cadera. Los que tomaban dosis menores de 1 a 4 años fueron de 1,2 a 1,6 veces más propensos a una fractura de cadera.

## Tratamiento

### Tratamiento médico
El tratamiento conservador de las fracturas de cadera tiene pocas indicaciones, ya que incluso las fracturas impactadas presentan mayores beneficios con una fijación interna. La decisión del manejo conservador no está basada en el estado de la cadera, sino en el estado previo del paciente. Aquellas personas con enfermedades graves en estados avanzados que están permanentemente encamados, puede que no obtengan mayor beneficio de una cadera funcional.

### Tratamiento quirúrgico
El tratamiento quirúrgico es el que suele emplearse. La modalidad del mismo dependerá de la porción del hueso afectada por la fractura. En el área del cuello del fémur, por ejemplo, existe un alto riesgo de necrosis avascular de la cabeza femoral, ya que se afecta la circulación sanguínea de la misma.
a. Fracturas de la cabeza femoral: estas fracturas se pueden manejar conservadoramente en ciertos casos. Las intervenciones quirúrgicas están indicadas en aquellas fracturas en donde los fragmentos óseos y tejidos blandos están interpuestos en la articulación, realizándose una reducción abierta y fijación interna. Se pueden emplear varios tipos de implantes y tornillos para la fijación de los fragmentos.  
b. Fracturas del cuello femoral. En pacientes jóvenes en los cuales parece viable la circulación sanguínea de la cabeza del fémur, se considera el manejo con osteosíntesis mediante la reducción abierta y la fijación interna con la colocación de tornillos. Sin embargo, en pacientes mayores de 75 años y en aquellos en donde exista una alta posibilidad de necrosis avascular de la cabeza femoral, se realiza preferentemente artroplastia con la colocación de una prótesis de cadera.
c. Fracturas intertrocantéreas: El método de elección es la reducción abierta y la fijación interna mediante placas y tornillos. En ciertos casos pueden realizarse artroplastias totales o parciales de la cabeza del fémur.
d. Fracturas femorales distales: pueden ser tratadas quirúrgicamente o con tratamiento conservador (no quirúrgico). El tratamiento no quirúrgico, que generalmente se reserva para las lesiones menos graves, como las fracturas no desplazadas, comprende en general alguna forma de inmovilización, como férulas con bisagras de rodilla para las fracturas más estables e inmovilización con yeso a lo largo de la pierna durante seis a 12 semanas luego de la colocación de la férula. La estabilización es el paso inicial en el tratamiento de las fracturas femorales distales. Hay diversas opciones disponibles que incluyen una tablilla a lo largo de la pierna, yeso, tracción de la piel o esquelética. En pacientes con politraumatismo se puede utilizar un fijador externo hasta que sea posible aplicar el tratamiento definitivo. Estas intervenciones actúan mediante la reducción de las molestias y la prevención de cualquier lesión adicional de las partes blandas. 
Las intervenciones quirúrgicas definitivas incluyen:
• Colocación de clavos intramedulares con enfoques anterógrado o retrógrado, generalmente fijados con tornillos entrecruzados;
• Reducción abierta y colocación de clavo-placa angulado, tornillo condilar dinámico (TCD) o placa condilar reforzada;
• Reducción indirecta mediante sistemas de placas de inmovilización, por ejemplo, Less Invasive Stabilization System (LISS);
• Fijación externa con anillos o marcos axiales;
• Reemplazo total de la rodilla (reemplazo del fémur distal y de la tibia proximal). Este procedimiento requiere generalmente una prótesis con bisagras, o un componente de reemplazo femoral de revisión. Rara vez es posible el uso de componentes femorales estándares.